# Larry Thomas (basketballer)
Larry Thomas (Atlanta, 19 oktober 1993) is een Amerikaans basketballer.

## Carrière
Thomas speelde collegebasketbal voor de Birmingham–Southern Panthers van 2011 tot 2015. Hij werd niet gekozen in de NBA draft in 2015 en speelde van 2015 tot 2017 in een aantal try-outs en basketbalkampen. In maart 2017 tekende hij zijn eerste profcontract bij het Mexicaanse Mineros de Zacatecas waar hij de rest van het seizoen 2016/17 speelde. Voor het seizoen 2017/18 tekende hij een contract bij de IJslandse tweedeklasser ÍF Hamar.
Het seizoen erop tekende hij voor Þór Akureyri dat net uit de IJslandse eerste klasse was gedegradeerd en wist opnieuw promotie af te dwingen naar de eerste klasse. Hij maakte voor het seizoen 2019/20 de overstap naar tweedeklasser Breiðablik maar het seizoen werd afgelast door de covidcrisis. In het seizoen 2020/21 speelde hij voor Þór Þorlákshöfn in de IJslandse eerste klasse en werd met de club voor het eerst landskampioen.
In het seizoen erop speelde hij in Letland voor BK Ventspils. Voor het seizoen 2022/23 tekende hij een contract voor de Kangoeroes Mechelen. In februari 2023 verliet hij Mechelen en tekende bij het Kosovaarse KB Peja waar hij de rest van het seizoen speelde. In de zomer van 2024 tekende hij bij reeksgenoot KB Trepça. Hij verliet de club in februari 2025, hij tekende daarop bij Elitzur Eito Ashkelon uit Israël.

## Erelijst
- IJslands landskampioen: 2021